# 臺灣各界對於太陽花學運的反應
太陽花學運是指自2014年3月18日開始，學生主導並且以中華民國立法院為主要佔領據點的社會運動。其中在3月18日晚上9時，反對中國國民黨單方面將《海峽兩岸服務貿易協議》宣告存查的學生佔據了立法院議場。儘管內政部警政署曾經多次嘗試驅離佔領議場的抗議學生卻都宣告失敗，與此同時來自臺灣各處的示威群眾與民主進步黨立法委員也紛紛前往立法院附近支援。這次事件除了促使得許多臺灣新聞媒體報導外，也有許多人士對此表達支持或者反對之意。

## 3月18日當天各單位反應

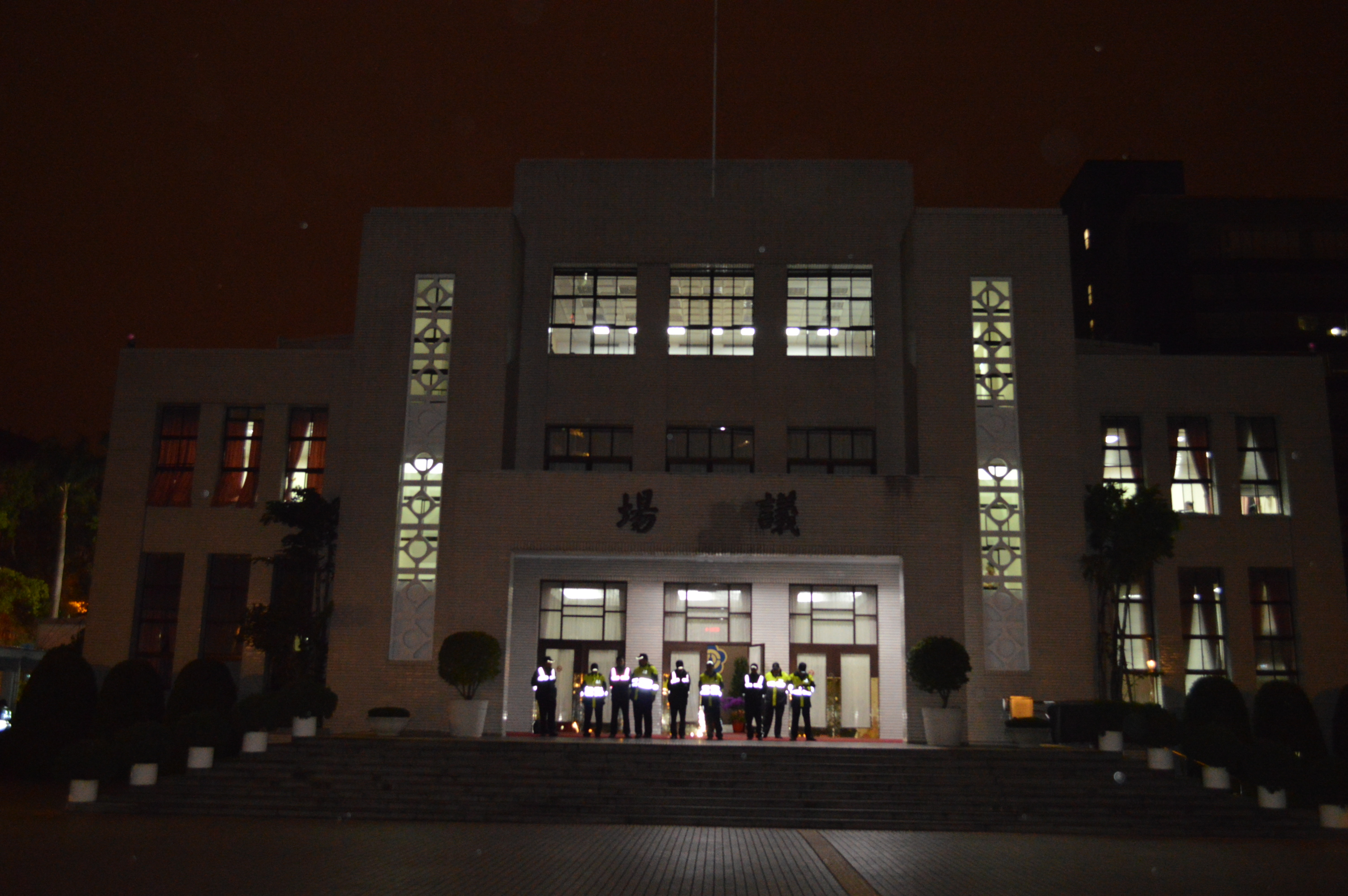
遭到佔領的立法院議場。

### 中央政府
- 立法院秘書長林錫山、立法院副秘書長周萬來等立法院高層人士[谁？]在佔領議場事件發生後，晚間緊急開會研商。
- 3月18日晚間11時，行政院院長江宜樺與便向立法院院長王金平致電並且解釋內政部警政署的處理方向，而中華民國內政部部長陳威仁在更早之前也與立法院秘書長林錫山通話並且表示會嘗試處理之[1]。而對此王金平表示國會的尊嚴必須捍衛、因此不容許有這類脫序行為發生，並且表示希望能夠在「不傷害學生」為前提的情況下於當天晚上柔性抬離議場上的抗議群眾[2]。

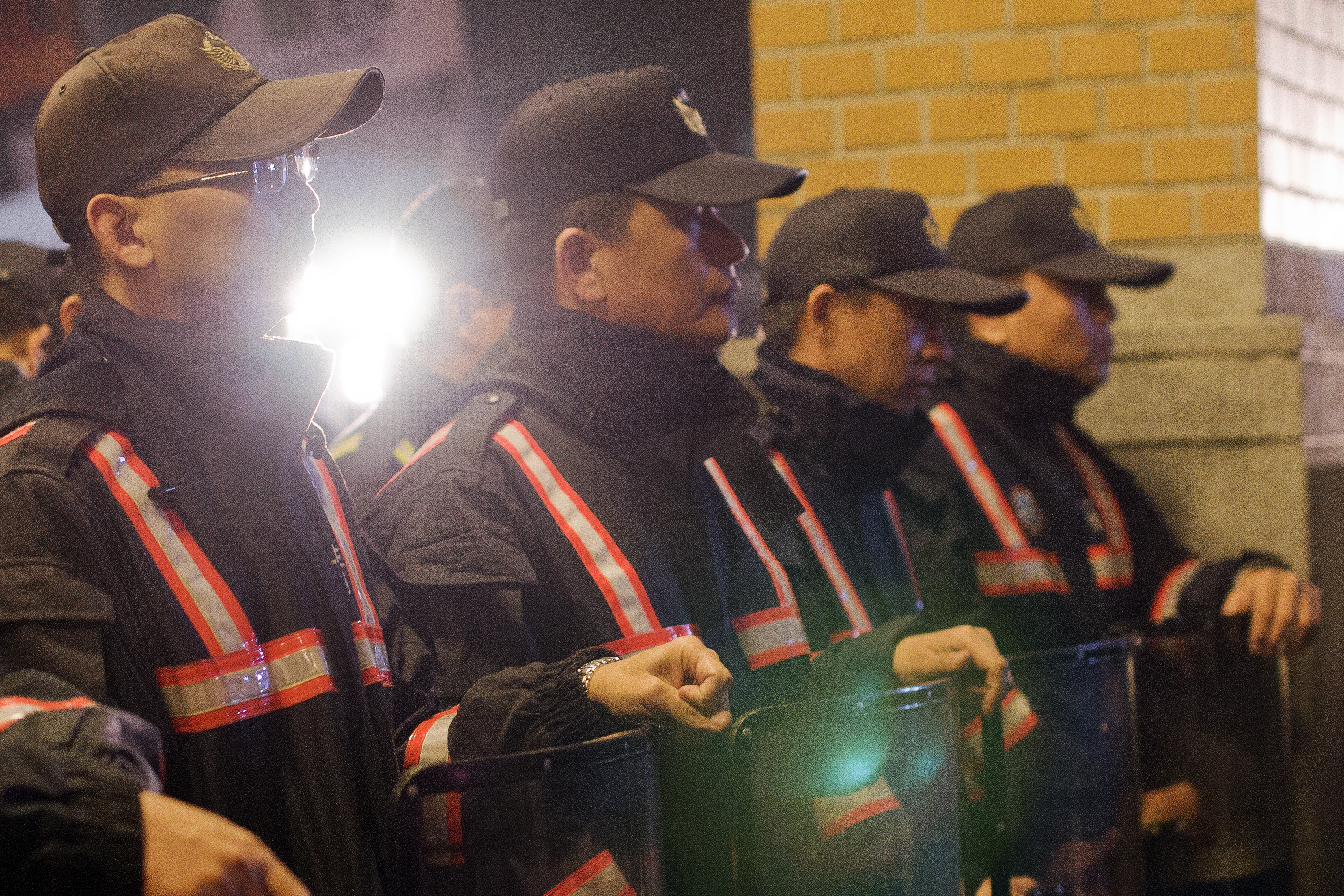
駐守在立法院門口前的警員。

- 中國國民黨籍立法委員蔡正元則在Facebbok上批評大部分人士並沒有看過《海峽兩岸服務貿易協議》中的交換開放清單，並且表示：「基於台灣經濟和產業發展的需要，馬英九、江宜樺、王金平有責任對兩岸服貿協議採取堅定的立場，絕對不可軟弱！，且自由時報引述稱蔡正元嗆反對者是白癡[3]。」
- 國民黨籍立法委員費鴻泰呼籲民主進步黨不要利用學生破壞民主制度[4]。
  - 國民黨立法委員吳育昇則表示學生佔領議場是暴力行為，並且應該視為治安問題而要強制驅離。國民黨政策會執行長林鴻池則召開記者會批評民主進步黨主要人物要對事件負責，並且提到：「昨天晚上到現在為止，部分民眾受到少數有心人士誤導和挑撥，攻佔立法院議場，一直對峙到現在。造成對台灣民主政治的重大傷害。國會殿堂何等神聖，踐踏民主殿堂就是踐踏國會，就是踐踏人民。[5]」
- 中國文化大學教授(中國國民黨黨員)邱毅對於學生佔領立法院的行為表示「學生們的輕佻、莽動，是台灣民主最醜陋的一天」，並且針對民主進步黨重要人物聲援學生則表示「你們真認為服貿協議對台灣有害，還是逢中必反，為反對而反對，只想給馬英九難看？[6]」
- 中國國民黨籍台北市議員王鴻薇認為學生之所以能夠衝進議場是由於民主進步黨的的包庇和鼓動，因此即便有更多警力也無法有效驅散示威群眾。對此也評論說：「不管理由是什麼，霸佔國會就是無法無天。」
- 中國國民黨榮譽主席連戰則是透過辦公室主任丁遠超呼籲各界對於學生應該寬容和保護，但是包括老師、政黨和政治人物應該要正確的引導學生。
- 中國國民黨中央委員會委員連勝文先是呼籲群眾應該透過民主程序理性表達，並且應該盡早回歸立法院機制解決問題[7]；之後他則建議可透過舉辦公開辯論或是逐條審查程序，藉此方式有效化解大眾對於《海峽兩岸服務貿易協議》的疑慮[8]。

### 警檢單位
- 對於這次佔領行動警方表示學生與執勤員警發生衝撞並且造成後者受傷的話，將依妨害公務罪以及傷害罪等刑事責任辦理。
- 而學生不聽立法院要求離開議場或者是破壞公物的話，則可能分別觸犯了侵入住宅罪以及毀損公物罪等刑責。而對此法界人士則表示毀損公物、侵入住宅、傷害等均為告訴乃論罪刑，需視立法院以及受傷警員是否要提出才會辦理[9]。

### 在野黨

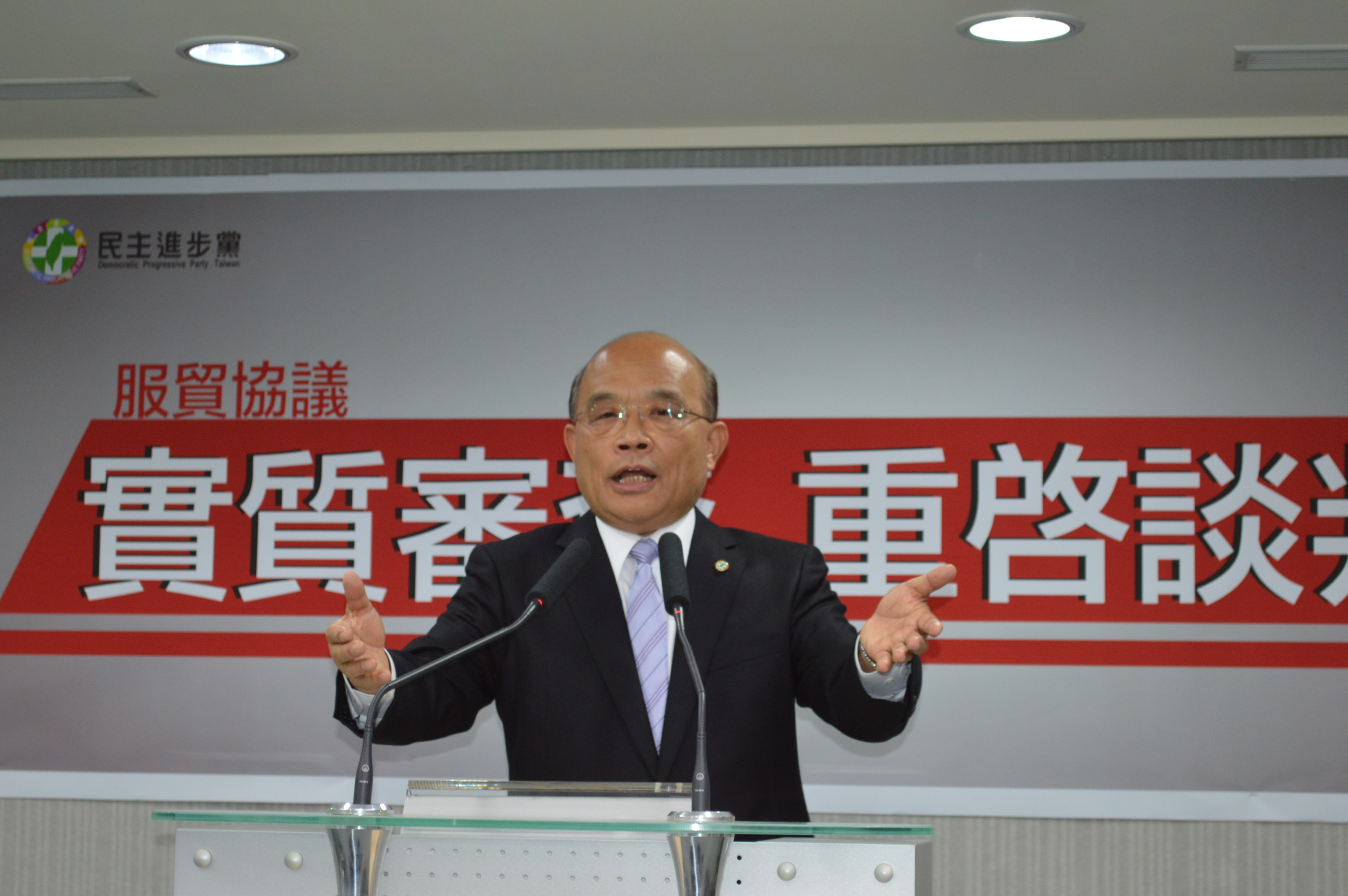
民主進步黨主席蘇貞昌回應馬英九於記者會的內容。

- 佔領議場的學生很快便獲得作為在野黨的民主進步黨聲援[10]，但儘管自佔領立法院議場後學生代表所提出的訴求便包括「我們歡迎在野黨朋友加入人民行動」的聲明，同時民主進步黨重要人士以及立法委員亦都前往立法院現場給予聲援或者協助，然而抗議學生對於政治力量介入學生運動的意見則有所分歧。

- 民主進步黨黨團總召柯建銘，待在立法院裡面以聲援抗議的學生。
- 蘇貞昌在議場外台階上靜坐聲援。3月18日晚間11時30分，民主進步黨主席蘇貞昌立法院側門進入議場外圍後探視學生，之後向待在立法院裡面的民主進步黨黨團總召柯建銘詢問瞭解狀況。蘇貞昌後來表示：「民進黨非常關心也支援（抗議行動），希望這個事情能夠立刻解決，馬英九要負起責任，因為國民黨強硬在立法院推動這種所謂強行生效的情形是很不應該的。[11]」
- 同一時間，前行政院院長謝長廷也在前往立法院，而在進到立法院旁聽席後建議抗議群眾和立法委員討論是否需要關閉議場燈火[12]。謝長廷也在議場外台階上靜坐聲援，藉此方式聲援抗議的學生。
- 蔡英文在議場外台階上靜坐聲援[13]。同一時間，前民主進步黨主席蔡英文則是批評中國國民黨迴避《海峽兩岸服務貿易協議》的實質審查，並且請求民眾支持學生的抗爭行動[14]。
- 游錫堃等人也在議場外台階上靜坐聲援，藉此方式聲援抗議的學生。
- 民主進步黨黨員們之後以輪班的方式在立法院議場各個大門駐守著[15]。
- 台灣團結聯盟主席黃昆輝、秘書長林志嘉、立法委員賴振昌與周倪安以及黨團幹部李宜潔也到場關心[16]。
- 民主進步黨籍立法委員李應元則表示如果抗議民眾遭到驅離的話，民主進步黨籍立法委員會將會接續佔領立法院並且讓之後院會無法召開。
- 民主進步黨籍立法委員田秋堇則認為學生的激烈抗議，顯示出執政黨的多數暴力過度離譜[17]，但卻也凸顯民主進步黨立委與期支持者得少數暴力的行為[18]。

### 無黨派人物
- 作家馮光遠則表示：顧立雄已經組成人權律師團，只要警方動用警察權驅趕學生後將會義務替學生進行辯護[來源請求]。

### 抗議學生
- 台灣反服貿協議抗議學生經策劃過後的兩側突破駐衛警防守而推擠衝入立法院。
- 318青年占領立院行動發言人黃郁芬表示行動可能造成的風波超出原先的預期，但是也強調是由於政府試圖任意簽署《海峽兩岸服務貿易協議》才有如此作為。
- 318學生:只想靜坐表達意見 但發生了沒預期到的事[19]。

## 3月19日當天各單位反應

### 中央政府
- 中華民國總統府發言人李佳霏提到立法院是中華民國國會，因此希望各界能以理性、溫和的方式來表達意見。
- 3月19日，中華民國總統府擴大輿情會報上，便立刻針對立法院遭到佔領事件加以討論[20]，支持王金平依法妥適處理[21]。中華民國總統府充分尊重國會自治的權利，並且相信立法院會有妥適處理[22]。
- 立法院長王金平則在3月19日時表示希望不要傷害抗議群眾並且能夠和平處理[23]，同時他呼籲民眾保持理性並且盡早讓立法院恢復正常運作[24][25][26]。
- 在3月19日時，雖然沒有使用到主議場的內政委員會、外交國防委員會、財政委員會、教育文化委員會、交通委員會、司法法制委員會、社福衛環委員會和經濟委員會仍可以繼續進行會議；但是受到群眾佔領並且包圍立法院的影響使得許多立法委員紛紛告假或者晚到，最後只有經濟委員會和社福衛環委員會宣佈仍然一度表示要正常開會，但社福衛環委員會在當天上午9時宣佈停止開會。
- 經濟委員會主席黃昭順也在中華民國國家發展委員會主任委員管中閔與中華民國財政部部長張盛和到場後，為了安全因素而宣佈暫停《自由經濟示範區特別條例》的公聽會[27][28]。
- 立法院秘書長林錫山為了顧及立法委員的人身安全，向所有召集委員宣佈原本排定的委員會皆休會[29]。
- 行政院院長江宜樺也在3月19日依原計畫主持政務會議，並且表示會先等待立法院如何處立這次事件[30]。
- 行政院發言人孫立群則是在重申一切尊重立法院的處理，並且表示負責現場指揮調度的內政部警政署在有任何行動前會和立法院溝通[31]。
- 中華民國總統馬英九在3月19日出席中國國民黨中央委員會主持立法院黨團新任各級幹部授證儀式，其中指示拖延已久的《海峽兩岸服務貿易協議》必須在這個會期盡速通過[32]
- 中華民國內政部部長陳威仁表示尊重所有公民對於意見表達的權利，但是也呼籲民眾應該要理性和平地表達意見並且不要破壞公物；同時陳威仁也提到對於民眾脫序或者違法的行為已經要求警察依法辦理，並且之後會適時透過協調來採取適當措施。
- 中華民國經濟部次長卓士昭則表示《海峽兩岸服務貿易協議》因為這次事件而遭到阻擋，將有助於正在和中華人民共和國談判自由貿易協定的大韓民國取得進入市場的優勢[33]。
- 經濟委員會召集委員黃昭順則在3月19日宣佈委員會休會一天，表示「這是立法院最黑暗的一天」[34]。
- 中國國民黨立法院黨團副書記王育敏則提到：「今天真是立院最黑暗的一天……這些學生是否受到民進黨的煽動？學生在前線是無辜的，後面的指使者應該受到譴責。」
- 中國國民黨籍立法委員王廷升則是質疑在佔領事件發生後，包括蘇貞昌、謝長廷以及蔡英文陸續前往立法院議場都是為了競選民主進步黨主席[35]。

### 警檢單位
- 臺北市警察局則關閉所有不需要使用道的出入口，並且要求所有立法職員、助理以新聞記者出入均須出示立法院所發行的通行證[36]。
- 2014年3月19日凌晨警方便緊急調派中正一分局的警力提供支援，並且由中正一分局長方仰寧進行指揮，
- 臺北市警察局局長黄昇勇也在第一時間前往現場瞭解警力部署情況。其中內政部警政署一方面緊急透過中華民國內政部跟行政院溝通，請求立法院院長王金平同意警察進入立法院恢復秩序。
- 包括臺北市政府警察局、新北市政府警察局、內政部警政署保安警察第一總隊以及內政部警政署保安警察第六總隊陸續前往立法院附近待命[37]
- 駐守在彰化縣彰化市的內政部警政署保安警察第四總隊和駐守高雄市仁武區的內政部警政署保安警察第五總隊也在接獲命令後往北支援[38]。
- 與此同時警方車輛也載著蛇籠和拒馬準備在立法院週遭築起封鎖線，並且緊急動員所有已經下班的員警重新回到崗位[39]。其中警方在被佔領的議場中約安排有400名警力，而立法院內外也部署了2,500名警員駐守著。警方調派大量員警前往立法院大門、青島東路側門和集賢樓大門，並且架設拒馬與蛇籠隔離在場外抗議的學生。
- 針對濟南路以及鎮江街實施道路管制外，鄰近立法院的行政院和內政部聯合辦公大樓也安排人牆以防範遭到抗議民眾闖入，新北市政府警察局也特別加強中國國民黨立法委員張慶忠位於中和區的住家與服務處之防備[40]。
- 而雖然警政高層也針對這次事件多次沙盤推演以擬定數個可能的驅離方案，但基於國會自治原則使得除了原先駐守立法院的內政部警政署保安警察第六總隊員警外，其他警察不能任意進入立法院內。在群眾不斷增加的情況下，內政部警政署要求臺北市警察局重新擬定驅離方案並且交由立法院院長王金平決定是否要正式實施[41]。
- 內政部警政署署長王卓鈞則在探視受傷的保安警察第六總隊中隊長鍾振強後，則表示希望反對《海峽兩岸服務貿易協議》的民眾與學生能夠平和地離開現場[42]。
- 為了防止抗議群眾包圍中華民國總統府，警方先是在3月19日時緊急出動15輛保安警察車輛進駐凱達格蘭大道警戒[43]。
- 3月19日，臺灣臺北地方法院檢察署指派專門處理群眾運動的專責檢察官陳玉萍待命，並且密切地與警方進行聯繫[44]。

### 在野黨
- 3月19日凌晨4時8分，柯建銘致電立法院院長王金平要求警方不要對學生動手，並呼籲王金平轉告馬英九出面解決這次問題。之後包括蘇貞昌、謝長廷、蔡英文等民主進步黨高層還針對是否要協助學生而召開緊急會議，會議上除了柯建銘外絕大部人士都支持介入學生抗爭運動，但是應該要嚴格限制支持者的言行舉止。民主進步黨還於立法院召開記者會並且號召民主進步黨籍黨公職、縣市議員及相關初選參選人共136人前往立法院，藉此來24小時聲援佔領立法院議場的抗議學生[45]。
- 3月19日，民主進步黨籍立法委員葉宜津對此則提到：「既然國民黨不要體制內的民主，這群年輕人讓你們看到體制外的民主。[46]」
- 前民主進步黨主席蔡英文表示學生進入議場是為了表達意見，因此呼籲警力不要強硬排除以避免學生們受傷。[來源請求]
- 前中華民國副總統呂秀蓮則表示《海峽兩岸經濟合作架構協議》已經對於臺灣經濟帶來衝擊，如果《海峽兩岸服務貿易協議》獲得通過的話將會嚴重影響中小企業與勞工階級[47]。
- 3月19日，台灣團結聯盟臺北市黨部也下令動員北北基桃公職數百人前往立法院聲援[48]。而為了表示尊重學生的自主性和主導性，將只會發動北北基宜地區支持者包圍立法院院區外並且成立指揮中心支援學生的後勤、補給、行動與政治談判[49]。
- 新北市議會民主進步黨團提出緊急動議請求新北市市長朱立倫向中央政府表達市民對《海峽兩岸服務貿易協議》的不滿，但遭到認為與議事議程無關而被駁回[50]。

### 抗議學生
- 台灣反服貿協議抗議學生繼續佔領立法院[51]。

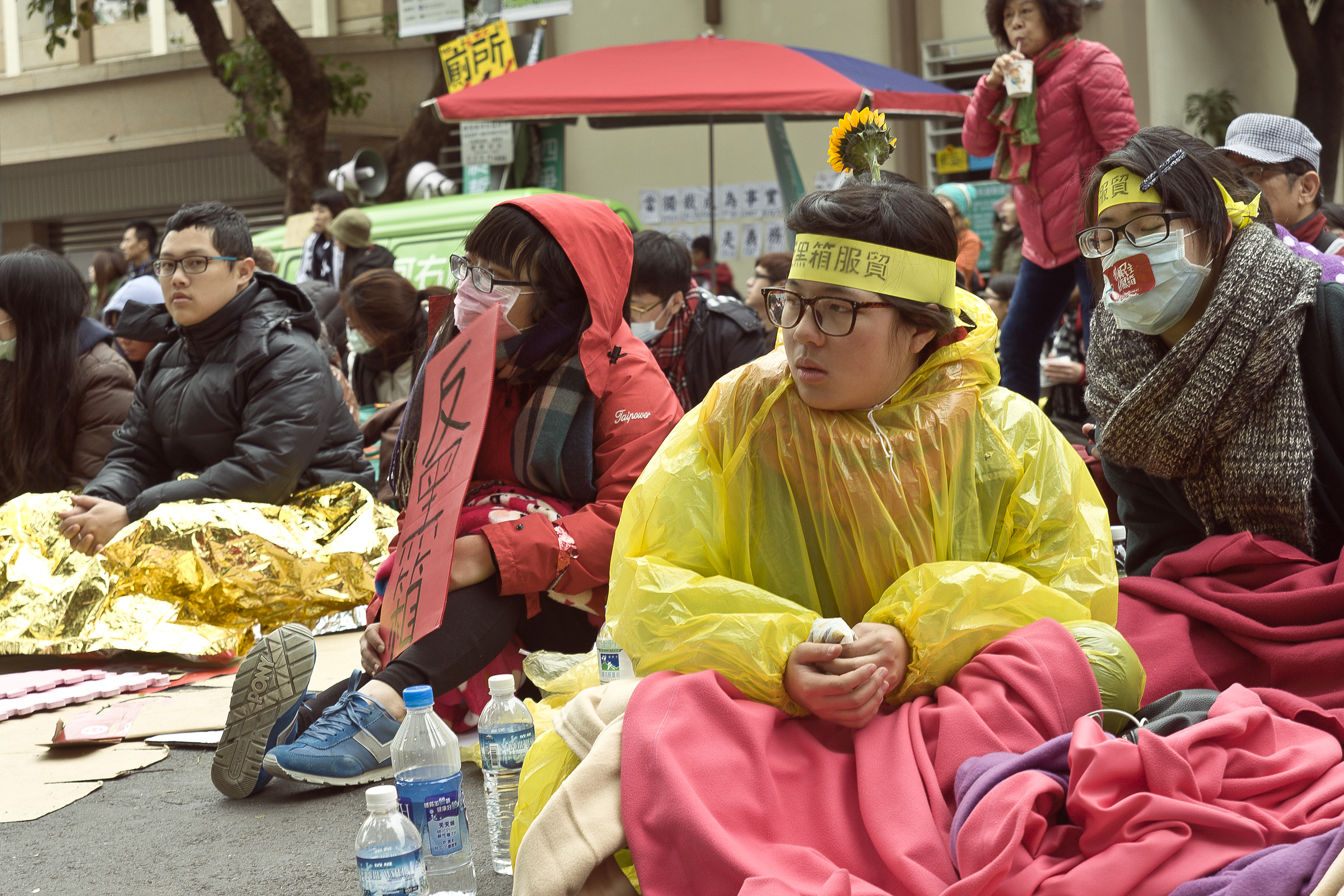
大學生聚集在立法院外靜坐抗議。

- 3月19日，靜宜大學的一些學生則在校園內部發起抗議行動後於臺北市跟著雞排妹入議場並聲援立法院院內群眾[52]。
- 反媒體巨獸青年聯盟成員吳學展認為：政治人物也是公民，因此反對《海峽兩岸服務貿易協議》的示威運動並不應該排斥任何人士參與，並且認為如果民主進步黨願意動員群眾加入對於學生運動也有所幫助。然而反對人士則認為反對黨在立法院內本身就沒有盡到應盡的制衡作用，並且同時參與由學生和公民發起的活動反而成為其吸引新聞媒體目光的方式，甚至可能變相把抗議現場做為選舉造勢處而模糊學生的訴求[53]。

## 3月20日的各單位反應

### 中央政府
- 立法院工作人員表示，抗議學生佔領立法院議場後陸陸續續破壞玻璃門、7成至8成的立法委員座椅、麥克風、布幕、投票計數器、議事人員席電腦以及議場機房的設備與線路，整體估計損失不低於新臺幣1億元並且需要花費1個月才能夠修復[54][55]。
- 立法院總務處人員在與學生協調後，也將被學生拿來作為路障、由立法院收藏的張大千、黃君璧、季康水墨畫以及其他重要文物先移至其他其他大樓庫房保管[56]。
- 3月20日，立法院院長王金平則表示警察權的動用主要是針對立法委員，而學生佔領立法院議場的做法實際上已經是社會治安問題，但他也表示對於學生的訴求會尋求妥適方式處理而不會直接強制驅離[57]。
- 3月20日，行政院院長江宜樺於行政院院會中提出相關政府單位應該視推動《海峽兩岸服務貿易協議》為重要政策、內政部警政署必須配合立法院處理原則來恢復國會秩序以及其他部會不受影響而繼續推動既定政務等指示，並且在會議中駁斥有關抗議民眾指稱《海峽兩岸服務貿易協議》遭到強行通過的批評。
- 3月20日上午，中華民國總統府：占領立院 於法不容[58]。

### 周邊店家
- 立法院餐廳康園也因為佔領事件而宣布暫停營運[59]。

### 警檢單位
- 台灣警察改革促進會發言人馬在勤則表示，內政部警政署保安警察第六總隊讓學生佔領立法院使得警察百分之百需要究責[60]。

### 在野黨
- 3月20日，民主進步黨先是邀請包括台灣製造產業大聯盟理事長黃光藝、世聯倉運公司董事長黃仁安等產業界代表舉行「兩岸服務貿易協議擴大會議」，並且立法院黨團也向立法院院長王金平要求召開朝野協商會議[61]。
- 3月20日下午2時，民主進步黨主席蘇貞昌則召開國際記者會呼籲國際社會共同關心台灣，並且譴責中國國民黨為了通過《海峽兩岸服務貿易協議》的反民主行為[62]。

### 抗議學生
- 3月20日，大葉大學與國立中興大學等中部學校部份學生發出10班遊覽車
- 3月20日，國立彰化師範大學與建國科技大學學生發出由彰化獸醫師林世賢資助的2班遊覽車
- 3月20日，臺南市當地學校發出了7輛遊覽車
- 3月20日，國立中山大學和國立高雄大學發出了7輛遊覽車
- 3月20日，國立屏東科技大學發出了1輛由獸醫系系主任陳瑞雄資助的遊覽車
- 3月20日，國立臺灣大學、國立臺灣師範大學等4個學生團體也發表《反黑箱服貿，反警察動手》聯合聲明，其中要求立法院院長王金平不要動用國會警察權並且回歸立法院決議[63]。

### 支援警察學生
臺灣警察專科學校則是組織並且拍攝影片，向駐守在立法院的警察人員致敬。

## 3月21日的各單位反應

### 中央政府
- 3月21日，中華民國駐美國代表金溥聰表示一個強調民主法治的國家不容許任何人以暴力手段佔領國會議場，認為在美國等民主法治社會並無法容忍之[65]，並且提到新聞媒體應該反省是否已經美化甚至鼓勵暴力行為[66]。
- 馬英九也表示將依照《中華民國憲法》規定的院際調解權召開院際會議以因應學生佔領立法院的情況，並且中華民國總統府也重申支持理性表達訴求、確保議會路線以及捍衛國會自主與民主法治等原則[67]。

### 警檢單位
- 3月21日中午12時，警方則分別於中華民國總統府與中華民國總統官邸周邊架設拒馬，並且封鎖附近道路作為準備。
- 3月21日，為了防範突發衝突使得臺灣臺北地方法院檢察署增加至2組主任檢察官以及檢察官共16人於現場待命[68]。

## 3月22日的各單位反應

### 中央政府
- 3月22日上午，中華民國總統府在記者會上表示馬英九願意和各個公民團體進行對話，但是反對抗議學生藉由佔領立法院議場的方式要求進行和平對話[69]。
- 3月22日下午4時，行政院院長江宜樺則前往立法院回應學生訴求，並且表示行政院不會退回《海峽兩岸服務貿易協議》、但是他希望該協議能夠在立法院獲得實質審查[70]。

### 首都市長角色
3月22日時，臺北市市長郝龍斌則表示雖然當前並沒有任何團體申請集會遊行，在和馬英九與江宜樺討論後表示臺北市政府絕對不會驅離群眾，而其個人則支持《海峽兩岸服務貿易協議》公開並且逐條審查。

## 3月23日的各單位反應

### 中央政府

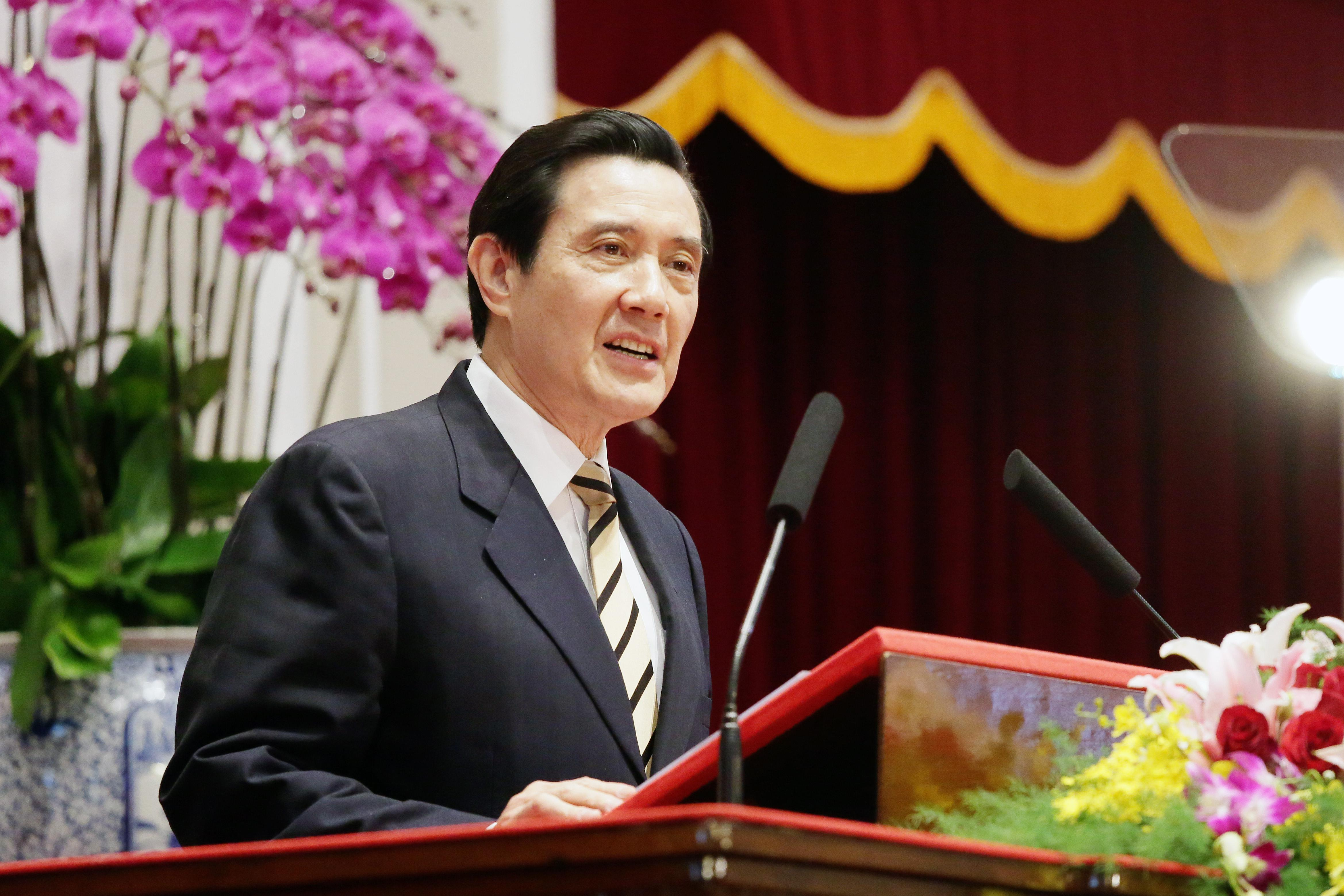
中華民國總統馬英九在3月23日召開中外記者會。

- 3月23日上午10時，中華民國總統馬英九召開總統府記者會，表示民眾對於《海峽兩岸服務貿易協議》存在許多誤會，相對地退回《海峽兩岸服務貿易協議》將會使得中華民國在國際間失去信用；同時他也指責學生佔領立法院議場的作法已經造成嚴重的影響，反而使得該協議無法正常進行審查[72][73]。
- 中國國民黨立法委員江惠貞認為參與示威活動的學生都可以看出是受過訓練，並且以基地組織作為舉例[74]。
- 中國國民黨籍立法委員丁守中則呼籲朝野政黨領袖應儘速協商，並且依照民主原則與程序正義進行逐條審查[75]。
- 同時許多中國國民黨籍立法委員都認為立法院院長王金平應該選擇動用警察權以恢復國會運作，並且認為不能因為這次佔領事件而答應抗議學生的訴求[76]。

### 在野黨
- 蘇批記者會未回應要求籲馬接見學生[77]。

### 在立法院的抗議學生
- 總指揮林飛帆在立法院大議事堂召開回應記者會，其說法如下：政令宣導 罔顧民意 既不民主 又無法治 先有條例 再來審議 給我民主 其餘免談。
  - 引言：很遺憾的，原先我們期待馬總統展開對話，卻只是聽到複誦政令宣傳，一再跳針。罔顧民意，虛應學生與人民深切的訴求與期待。我們必須強調，正是因為馬政府違法在先，才有今日人民佔領國會的行動，請勿扭曲事實、倒果為因，將總統違法的罪責推卸給立法院內捍衛台灣民主的民眾。若人民無法監督政府，行政權獨大，是假民主，真獨裁。

黑箱作業的服貿協議就是反民主的最壞示範。沒有參與，沒有民主，一切免談。我們佔領立法院，正是為了凸顯現行制度的荒謬。民主國家的人民，必須要能參與決定國家的未來。台灣，必須要是全體台灣人民的台灣。我們在這裡，提出我們對當前憲政危機的解決方案：
- 一、我們要求召開「公民憲政會議」：因應當前憲政危機、馬英九統治正當性之喪失及國家發展方向困局，我們要求朝野政黨應協商召開涵蓋社會各階層廣泛參與之「公民憲政會議」。
- 二、我們要求「退回服貿」。：本會期應完成兩岸協議監督法制化。在法制化完成前，立法院應先退回兩岸服貿協議，不應審議。
- 三、我們要求「本會期完成兩岸協議監督法制化」：在法制化完成前，台灣政府不得與中國政府協商或簽訂任何協定或協議。
- 四、我們呼籲「朝野立委響應民間訴求」：民間團體已經提出「兩岸協定締結條例」草案，呼籲朝野黨團及朝野立委提案、連署並承諾積極推動本會期完成立法三讀。

## 3月24日至26日的各單位反應

### 中央政府
- 3月24日15時，立法院長王金平召集朝野黨團針對學運舉行第一次朝野協商[78]，但未能達成共識。
- 3月24日，中華民國金管會認為學生占領立法院的行動導致股市下跌，認為會蒸發5千億，呼籲學生返校上課，避免阻礙國家經濟金融整體發展，並認為服貿有關金融業部分對台灣金融業大有助益[79]。但該週股市並未下跌[80]，學運期間台股上漲，還來到近三年最高點[81]。

- 3月24日，勞動部長潘世偉也表示，服貿協議是為了台灣經濟而簽，不適宜以罷工激烈手段抗爭，對台灣經濟反而是負面，不利全民。經濟部更警告，全面罷工一天的直接損失可能高達1200億元新台幣，後續循環衝擊效應包括外資來台卻步，觀光衍生的運輸、住宿、餐飲及零售等關聯性產業受創。其次，製造業訂單沒辦法出貨，衍生賠償糾紛等[82]。

### 在野黨
- 2014年3月26日上午十時，發生民進黨立委打警察事件：起因有一位日本讀賣新聞記者欲由青島東路側門欲進入立法院議場，無識別證，遭到駐守的警察阻攔，雙方一陣僵持後，民進黨立委林岱樺上前協助，但警察堅決不讓未配戴識別證的記者進入議場，林岱樺突然出手攻擊警察胸膛兩拳，警察愣住，大喊「委員打人、委員打人」，林岱樺也跟著高喊「警察打人、警察打人」，事後林岱樺稱僅與警察拉扯，但電視台女記者反問，「我看到妳打了警察兩下，委員可以用講的，不要動手。」林岱樺仍堅稱「我是拉扯[83]。」聯合報記者也表示確實有看到打人畫面[84]。

## 3月27日的各單位反應

### 中央政府
- 3月27日，中央銀行總裁彭淮南首度公開「挺服貿」，並提出「彭七點懶人包」，希望化解爭議。懶人包中除服貿爭議相關內容外，也以南韓做比較，他分析，台灣開放程度高於韓國，但ＦＴＡ占貿易的比重卻低於韓國，韓國簽署自由貿易協議已領先台灣很多[85]。

### 地方政府
而新北市市長朱立倫在3月27日時於Facebook上發表一篇名為「自我實現的光榮」的文章，強調能夠翻轉臺灣社會追求最大經濟利益的主流意見已經是學生運動的重要成就，但也提到有關抗議學生退場的議題。

## 3月30日至31日的各單位反應

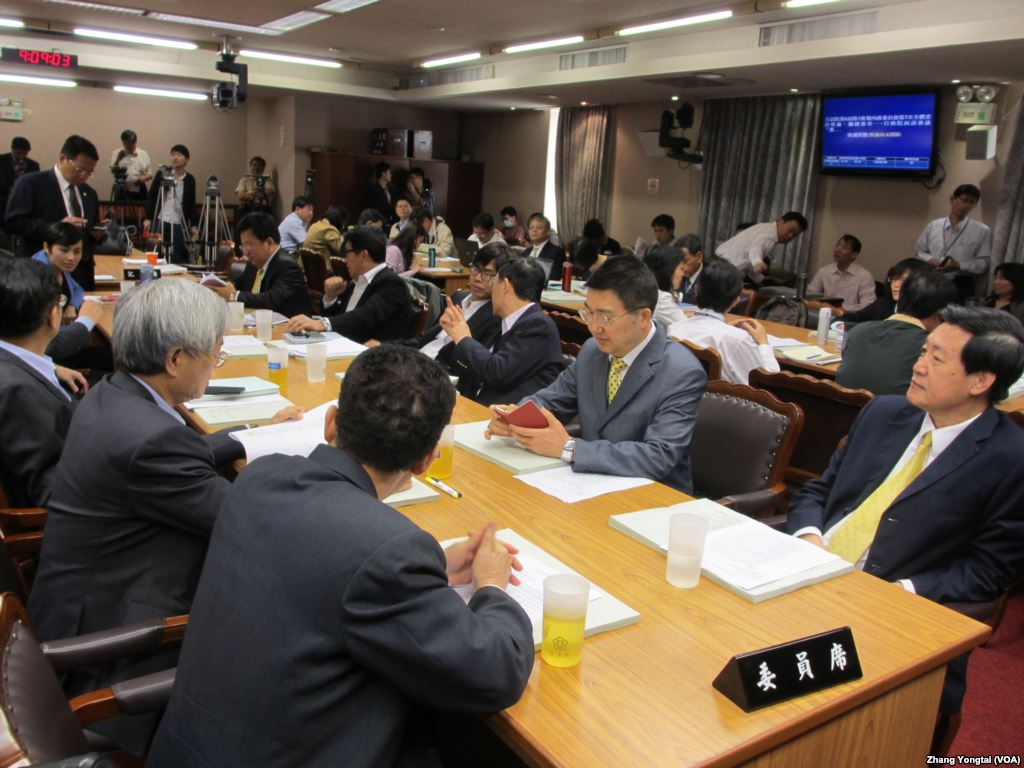
3月31日時，重新回到立法院召開會議的中國國民黨黨團。

### 中央政府
- 中國國民黨立法委員賴士葆則認為《海峽兩岸服務貿易協議》對受害產業帶來嚴重傷害，並且認為這次抗爭成為反對馬英九政府的集結行動[87]。

### 抗議學生
請參見330反服貿遊行。

## 四月第一週的各單位反應

### 立法機關
- 2014年4月3日，立法院長王金平召集朝野黨團進行第6次協商，與先前的5場(另有1場取消)一樣，均未能達成共識[88]。

## 四月第二週的各單位反應

### 立法機關
- 2014年4月7日，立法院長王金平主持學運期間第七次朝野黨團協商，這也是最後一次協商，並討論了「議場災後重建」相關事宜[89]。

## 地方政府角色

### 警力支援
自學運發生後，民進黨籍縣市長，包括高雄市長陳菊、臺南市長賴清德、嘉義縣長張花冠、宜蘭縣長林聰賢、雲林縣長蘇治芬、屏東縣長曹啟鴻等人，都曾對於調派警力支援，表達反對意見或是提出條件，而在3月24日發生323佔領行政院事件後，當中更有不少人決定不再調派警力北上支援，但由於警政署有調派權，因此在需要大量警力支援的330反服貿遊行前夕，台南、高雄兩市長，在提出不得用於進行驅離的條件後，仍同意調派警力北上支援，當中也出現警政署以調動地方警長施壓的傳聞。

## 媒體煽動
- 2014年3月19日，《蘋果日報》【直擊】學生奇襲立院　激戰全記錄[92]。
- 聯合報社論主筆王麗美在社論中暗示鄭捷殺人案肇因於太陽花學運[93]。

```
《聯合報》2014年5月23日的社論〈危險心靈：從仇恨幻想到反社會暴行〉：「鄭捷的隨機殺人計畫提前發動，和近來的街頭抗議有沒有關係，外界難以斷言。 但四月間他在臉書上聲稱自己『會有一番大作為』，文中出現廿個「砍」字，正值台灣反服貿、 反核四、割闌尾示威期間；當時那種沸沸揚揚「造反有理」的氣氛，乃至警察面對群眾束手無策 的情景，也許不知如何刺激了鄭捷的神經，想要「做件大事」的念頭便油然而生。」
```

## 學術教育界

### 停課、罷課
3月19日，國立臺灣藝術大學兼任講師簡子傑和文藻外語大學國際事務系助理教授李宇軒公開表示修課學生在立法院打卡將視同公假看待
3月22日，國立臺北大學社會學系系主任蔡明璋首先表示，為了因應學生參與示威，而決定暫停上課一週，並且提到上街參與示威活動，對於學生來講是很重要的學習機會，因此才會做出停課的決定。隨後國立清華大學（以下簡稱清大）社會學系也跟進，宣布下週所有課程停課一週，之後再另外補課。清大社會學研究所所長姚人多並表示：「社會需要我們的時候，清大社會所從來不曾缺席。」但之後清大校方認為停課是姚人多個人決定，未獲得校方授權，並且要求姚人多取消停課公開致歉，引發清大社會學系學生不滿，自行宣佈罷課，成為臺灣第一起由學生自行發起的罷課行動。，臺北醫學大學則表示在兼顧課程與受教權的情況下只要學生主動報備就不算曠課。
國立中山大學社會學系原先表示過半學生前往立法院時就會宣布停課，3月23日，系學會發起並通過投票，成為全臺灣第一個透過投票決定罷課的系所，之後校方接到許多學生家長的抗議電話，但當中不少被認為是假家長。3月24日時，國立臺灣大學政治學系的學生則在網際網路上發起連署，呼籲行政院院長江宜樺辭職下臺並且系上同學響應全國性罷課行動，而在連署人中包括有中國國民黨榮譽主席連戰的女兒連詠心。
3月23日由於立院內學生倡議全國發動罷課響應，晚間起，台大、清大、政大、台師大等校學生組織發起「全國罷課串連」連署，截至4月2日為止共有100個學生團體及3841人以個人名義參與連署，並與先前由多校教授發動的街頭民主教室活動，在各校及立院週邊舉辦多場戶外課程。

### 校長、校方立場
國立臺灣大學主任秘書林達德表示：「尊重學生關心時事及表達意見的自由，但呼籲學生保持冷靜、理性。」國立清華大學主任秘書李敏則表示學校教導學生應該關懷社會並且協助弱勢族群，但是關於議題看法和表達立場的方式則是個人行為並且應該自行負責。明道大學校長陳世雄則是參加學生的反對《海峽兩岸服務貿易協議》連署，並且表示年輕人願意站出來指出政府的錯誤應該值得肯定。
3月20日時，國立東華大學校長吳茂昆更發表公開信提到：「身為東華大學校長，我非常佩服同學們能在求學之外，關切時事發展，勇於表達自己的立場。」並且希望學生到達立法院後能夠注意自身安全。不過包括國立臺灣藝術大學以及輔仁大學對於部分老師對於太陽花學運的行動表示不支持，而淡江大學學務長柯志恩則表示校方態度上並不介入，並且提到：「學生已經是成年人，也該學會負責了。」
臺灣師範大學在3月25日發表聲明，指出「台灣師大的學生在歷史變革的洪流中，不應該也絕不會缺席。」，為尊重受教權，是否停課交由師生共同協商決定。
3月26日時，國立臺灣大學校長楊泮池、國立東華大學校長吳茂昆、國立交通大學校長吳妍華、國立中興大學校長李德財、國立陽明大學校長梁賡義和國立中山大學校長楊弘敦發表聯合聲明，表示不希望學生因為受到太陽花學運的發展而影響教育權益，因此建議透過不具政黨色彩的公正團體成立學生與政府之間的溝通平臺。
同年6月，國立中正大學校方在行政大樓旁草地上興建紀念碑，內文是中正大學校方在太陽花學運時的聲明稿，全文如下：「
大學為知識殿堂，探尋真理，沒有包袱，亦無所畏懼，被視為國家行政、立法、司法與媒體之外的第五權。因此，學生與教師以非暴力方式關心公共事務與國家發展，乃公共知識份子的表現，不容抹黑與漠視。
摘自太陽花學運（2014年3月）中正大學聲明稿」

### 教授、學者
在抗議學生佔領立法院議場後，國立臺灣大學社會學系副教授范雲便在立法院外向聲援群眾說明《海峽兩岸服務貿易協議》的不公平之處，而後又發起了「街頭民主教室行動」，邀集多名學者，在立院週邊開課。
此外國立臺灣大學及政治大學教師皆提出連署聲明，台灣為民主自由社會，呼籲政府對於學生之訴求，應繼續與學生溝通，希望政府不要用武力對付手無寸鐵的學生，也呼籲優先制訂有關監督兩岸協議之法律，再審服貿協議。同時國家權力與國家暴力只是一線之隔，一旦逾越比例原則，就變成國家暴力。對於民眾攻佔行政院之行為，政府必須區別不同情況而分別處理。又，警察應積極遏止及排除對學生和平集會之外在干擾及暴力行為，保護參與集會學生及民眾的安全，讓人民享有免受私人暴力恐嚇而無法行使集會權利之自由。
3月19日時，國立臺灣大學、中原大學、中央研究院的5名法律學者發表了法律聲明，認為目前是況發展已經是憲政危機，並且呼籲中華民國總統馬英九與立法院院長王金平盡快解決。3月23日下午，國立臺灣大學社會學院院長林惠玲、國立臺灣大學經濟系教授鄭秀玲等15名學者共同召開「兩岸服貿協議爭議  學術界回應馬英九總統」記者會，呼籲立法院應先完成《兩岸協議監督條例》的立法程序後再依此進行《海峽兩岸服務貿易協議》審查，並且批評執政黨違背民主程序而引起國家安全疑慮。此外鄭秀玲教授質疑服貿開放中國國企對臺灣中小產業的潛在危害，整理比較了國內外的自由貿易協議的內容和優缺點，積極的辦研討會，提供完整的資料上網。
由於NCC主委石世豪在立法院聲稱，只有3個學者反對服貿協議中「開放第二類電信產業及相關服務業」的部份，因此引發電信相關科系學者連署反對，在4月4日先公佈了49名教授的連署名單，駁斥NCC的說法，而後連署持續進行，截至5月22日為止，共有669人連署，包括了電機資訊領域教授287位、其他領域教授134位，以及網通產業界專家248位。
清華大學科技法律研究所副教授黃居正受訪強調，只有生效、有效的條約才會有拘束力，「還沒生效的條約，怎麼會失信於對方」？。
國立中正大學教授管中祥則表示學生佔領立法院後在網際網路上所出現的大量直播或者轉播，其原因在於主流電子媒體已經失去原本所希望擁有的監督政府之功能。
輔仁大學哲學博士周偉航則認為此次行動反映出在政治亂象和經濟狀況無法改善的情況下，無法看到未來發展的35歲以下青年在所有不滿無法發洩的情況下才造成這般結果。
旅美中央研究院院士余英時在臉書發表文章《台灣的公民抗議和民主前途》指出，服貿是中共「以經促統」、摧毀臺灣民主的重要步驟。
前中央研究院院長李遠哲認為，年輕學生用佔領立法院的方式表達訴求，讓更多人開始討論和了解服貿，「這是好事，值得嘉許」。並呼籲總統馬英九，想在歷史上有好的定位「絕對不是現在想的這樣」，應該出面跟學生對談，把年輕人帶到光明的未來才對，讓國家走上永續發展的道路。

## 工商業界

### 登報聲明
自服貿審查以來，許多產業曾聯合署名登報聲明支持服貿，早在學運發生前，遊戲業界就曾聯名登報聲明支持，而在學運期間則有如3月24日，石化業聯合登報聲明支持服貿；3月25日，17家科技業聯合登報聲明支持服貿；4月2日，鴻海等數十家企業聯合登報聲明支持服貿

### 工會組織
對於學運倡議罷工，中華民國全國勞工聯合總工會、新北市總工會、中華民國全國聯合總工會、台北市總工會均表示反對罷工。中華電信工會理事長朱傳炳則表示，有考慮是否參加罷工，但除了理監事凝聚共識外，也會看看其他國營事業工會的意見。高雄市產業總工會理事長江健興稱可以呼籲勞工在休假時到台北呼應，但不會呼籲罷工。北市產業總工會理事長蔣萬金稱會呼籲工會響應罷工，可能會輔導旗下48家工會中的一至兩家走完合法罷工程序，參與罷工。中華民國全國產業總工會理事長則表示，雖然反對黑箱服貿，但贊成逐條審查，工會內部也認為沒有辦法配合罷工。
3月26日，台灣勞動人權協會、台北市總工會等11家勞團及工會領袖到經濟部前支持服貿，稱「勞工的命運不該交由學生決定」，台灣若不加緊腳步、落實服貿協議、簽訂自由貿易協定，很快就會被邊緣化。他們支持程序民主，但反對藉程序民主之名，行阻擋之實；大陸是台灣最重要的貿易夥伴，工人不可能罷工來支持學生。

3月27日，萬泰銀行工會幹部出面表態，因萬泰銀行與中華開發合併案目的正是為了配合服貿開放進軍大陸，但新舊資方談合併的過程中，資方無法承諾包括「勞動條件不變」、「保障員工工作權至少3年」及員工年資結算或優退計算公式等權益，將在會員大會中舉辦罷工投票，以取得罷工的合法程序，成為第一個呼應學生的工會團體。4月2日，罷工投票以780票比43票通過罷工案，工會計劃4月8日或9日召開理事會，敲定罷工日期，並且發表聲明若資方沒有具誠意的回應與承諾，將無限期可連續性進行的罷工，後續將視資方回應決定下一步行動。
4月5日，團結工聯等17個工會組織、工運團體聯合聲明反服貿並表示將會在國際勞動節當天發起抗議行動。

### 工商界人士
宏碁創辦人施振榮表示個人認為《海峽兩岸服務貿易協議》對於臺灣經濟發展有其必要性，而對於抗議學生佔領立法院議場的舉動他則表示尊重，但是也提到少數人也必須兼顧社會大眾以及各行各業的看法。聯合在報紙上刊登廣告，表態支持《海峽兩岸服務貿易協議》以利國家長遠發展而在3月26日時，包括新北市女子美容商業同業公會、中華民國洗衣商業同業公會等50種產業公會代表也表態支持政府於1個月內完成《海峽兩岸服務貿易協議》逐條審查的程序。
中華民國汽車材料公會理事長辛宗人更表示抗議群眾應該針對嚴格限制臺灣商業發展的大韓民國進行抗議活動。
工商協進會理事長駱錦明19日表示，企業界希望服貿協議能盡速通過。
台玻集團董事長林伯豐批評學生的做法“有點過分”。
中華民國商業總會理事長賴正鎰斥責學生「無法無天」，可能會令民主就此淪陷。賴正鎰認為很多示威學生並不懂何為服貿，沉默大眾不發聲，並不表示支持學生，學生的示威已不是支持服貿或是反對服貿協議的問題，而是擾亂社會秩序，政府應運用公權力強制驅離。
中華民國全國中小企業總會理事長林慧瑛表示不樂見罷工、罷課，擔憂造成股票下跌、市值縮小，長期而言，外資也會卻步，引發資金外流。王應傑認為罷工造成經濟停擺導致的代價，勞工和雇主都無法承受。林慧瑛擔憂，學運事態若再擴大，會演變成全民皆輸局面 。
台北市商業會理事長王應傑表達對於反服貿學生攻占立法院、行政院的行為，無法認同。王應傑認為，行政院下令強制驅離占領的學生「做了應該做的事」，因為如果政府連國會民主殿堂與最高行政機關被強行占據都不處理，誰還會相信自己的身家財產可以獲得充分保障。
3月25日，工業總會理事長許勝雄表示應當「回到委員會，進行實質的逐條審查，事緩則圓」。
4月6日，郭台銘向學生喊話各退一步雙贏。
上海台协常务副会长胡兴中稱為學生攻入行政院的脫序違法行為感到難過。
上海克莉丝汀饼屋董事长罗田安認為在背後煽動的大學教授對社會問題並不了解，而且應當為學生脫序行為負責。
大陆台商建研会理事长张汉文認為對服貿協議的檢討用錯方法，可能令大眾反感，背後操控的反對黨會得不償失。

## 藝文人士

### 聲援學運
- 爭議性導演柯一正在進入議場內聲援學生時，便提議對於抗議學生破壞立法院議場設備所造成的損失，應該要由全部民眾共同負擔[148][149]。

- 在活動中人士也陸陸續續前往立法院，其中包括有閃靈樂團、音樂創作人陳明章、主播楊伊湄、作家小野[150]、導演馬志翔、導演魏德聖、演員楊烈、演員吳朋奉、歌手陳明章、作家李昂、歌手黃建為、歌手大支[151]、作家藤井樹[152]、歌手張懸[153]、藝人鄭家純(雞排妹)[154]、導演林正盛、金曲歌后許景淳[155]、樂團法蘭黛[156]...等等人都到場表達支持，另外一方面包括公民教師洪驛、演員吳慷仁、饒舌歌手大支等著名人士也在公開場合表達對於太陽花學運的支持[157]。其中歌手張懸先是在3月18日晚間表示：「長期以來，以我們立院運作的方式，和政治人物們的素質都無法為我們做更前瞻性的把關與選擇，哪怕不發生強行通過這樣荒謬並強暴民主的事。」到了3月19日11時又在Facebook上發文要求大家「不要放棄參與了解公民議題的權利與機會」而之後她也一再發文澄清現場群眾至今仍堅持「警察不動，群眾不動」的立場，並沒有外傳的失控與非理性的衝撞狀況。節目主持人蔡康永則於凌晨3時分享了導演柯一正的照片，並且留言表示：「你的分享，就是聲援！[158]」

藝人鄭家純則是在3月19日上午11時19分發文表示「請大家在不影響自身權益下，一起來捍衛台灣的民主」，之後則是進入議場二樓共同抗議。而演員黃河則在到場聲援後，在Facebook上貼文表示：「我們很和平，很冷靜，有紀律。大家告訴大家，盡量來幫助我們，就算來看看也好，你們出現在這裡，給大家更多力氣。」作家藤井樹則表示：「人民並沒有反服貿，人民反的是你們這些偷雞摸狗賣台灣的廢物政客。」暢銷作家九把刀也在Facebook上發表多則貼文並且感謝佔領立法院的學生，並且提到「立法院現在是真正的民主殿堂了」。
歌手何韻詩認為藝人也是公民，「是來賣藝的，不是賣良心」，有權關心社會上甚至世界上發生的任何事，有權為任何自己相信的事情發聲。，演員杜汶澤 表示「我心中最美麗的大寶島！加油！」「人民幣是一時，對得起良心是一輩子。」。樂團四分衛 主唱陳如山於Facebook說到：「這是個手心冒汗的星期一早晨，光眼淚不足以形容，老天保佑我們未來的主人翁。」
。董事長樂團在3月29日搖滾辦桌音樂祭開唱後，透過麥克風表示「怎麼艱苦怎麼過，明天我們都穿黑衣」，將現場氣氛帶到最高潮。

導演柯一正在3月20日下午進入議場後，還代表前中華民國總統府國策顧問郝明義宣讀表揚抗爭活動的詩文《寒凍大地的一株小草》；之後他表示對於政府回應學生訴求的方式感到不滿意，並認為若因這次抗爭事件而使得立法院有所損失的話應該要全民共同分攤，不過這一言論之後也引起一些批評。作家小野則是於3月20日進入立法院對佔領學生信心喊話，並且還發表了《唯有佔領立法院，年輕人才能覺得自己還活著》表示「年輕人也找到他們搏命的事情了，為了要討回一個能讓他們能有信心的社會」。3月23日時，學學文化創意基金會董事長徐莉玲在看完馬英九的記者會後，在Facebook上批評破壞法治者即為中華民國總統本人。導演王小棣則對於議場中的抗議學生表示「你們做父母不敢做的事」，而導演吳乙峰則以藝文界長期反對龍門核能發電廠的行動為例勉勵學生堅定下去，導演魏德聖也支持參與太陽花學運的學生並且表示「政府應講清楚」。而在3月24日時，著名作家蔣勳在接受採訪時批評政府處理《海峽兩岸服務貿易協議》的過程草率，並且表示：「這次的學運，比野百合還要了不起！」3月27日時，導演吳念真針對太陽花學運則表示學生有許多意見可以表達，並且認為臺灣推動解除戒嚴、要求總統直選等民主演進過程在過去都被新聞媒體報導指稱的「暴民」促成。導演王小棣、柯一正、吳乙峰、萬仁、鈕承澤等人號召圈內創作者一起寫劇本並拍成電影，因為此次學運已有當年蔣渭水向日本抗爭事件的重量，是「台灣民主重要的一刻」。
五月天的貝斯手蔡昇晏在Facebook上留言說在華山1914文化創意產業園區開設的離線咖啡店休息，並且呼籲支持者「直接去立法院」，而在佔領立院當晚，五月天也在臉書貼文「起來」MV，被解讀為「反服貿之歌」，因而造成大陸網友反彈，之後五月天主唱陳信宏（阿信）在微博上澄清，表示自己“從未反對服務貿易協定”，“非蓝非绿非独”，并声明自己祖籍福建泉州，跟中國大陸網友表示「我們是一家人」，也有網友提出看法「『一家人』的意思是指歌迷之間不分身分國籍，只要是歌迷都是一家人。」。

### 其他意見
同時也有部分藝人對於太陽花學運也不採支持立場，而這些評論隨即引起網際網路上的正面與反面評價，之後許多發表反對意見的藝人便紛紛刪除貼文並且對於此事不再有所回應。例如藝人倪子鈞在Facebook上表示：「你以為你是知識份子，充其量你只是滋事份子，Wake up, young man」，而藝人炎亞綸連發2則貼文表示「必須用理性抗爭 訴求才能被看到」以「煽動不理智的抗爭 這是民粹不是民主」。藝人唐志中在Facebook上呼籲學生不要被利用，並且表示每個人對於自己理解的真相又知多少。而藝人何嘉文則是表示應該要找出更好的解決方案，並且提到「不要浪費我的錢吹冷氣」。藝人徐乃麟嗆學生：「有本事國會住2年到馬下台」。藝人張小燕表示：不能因為菜不好吃，就進廚房翻別人桌子。。藝人曾國城看學運：反對議題操作，呼籲參與學運學生盡快回家。另外曾經為2014年冬季奧林匹克運動會的中國隊獻唱的歌手張震嶽則由於遲遲未表態而遭到網友質疑，到了3月21日時他則在Facebook上提到：「我很『嫉妒』你們，原住民議題或是一些原住民抗爭運動，我有參與過、上台唱歌過、搖旗呼口號、寫大字報，但在乎的人少得可憐。」並且認為政府與民眾對於處理更為簡單的臺灣原住民議題遲遲不給予重視。

## 反對行動

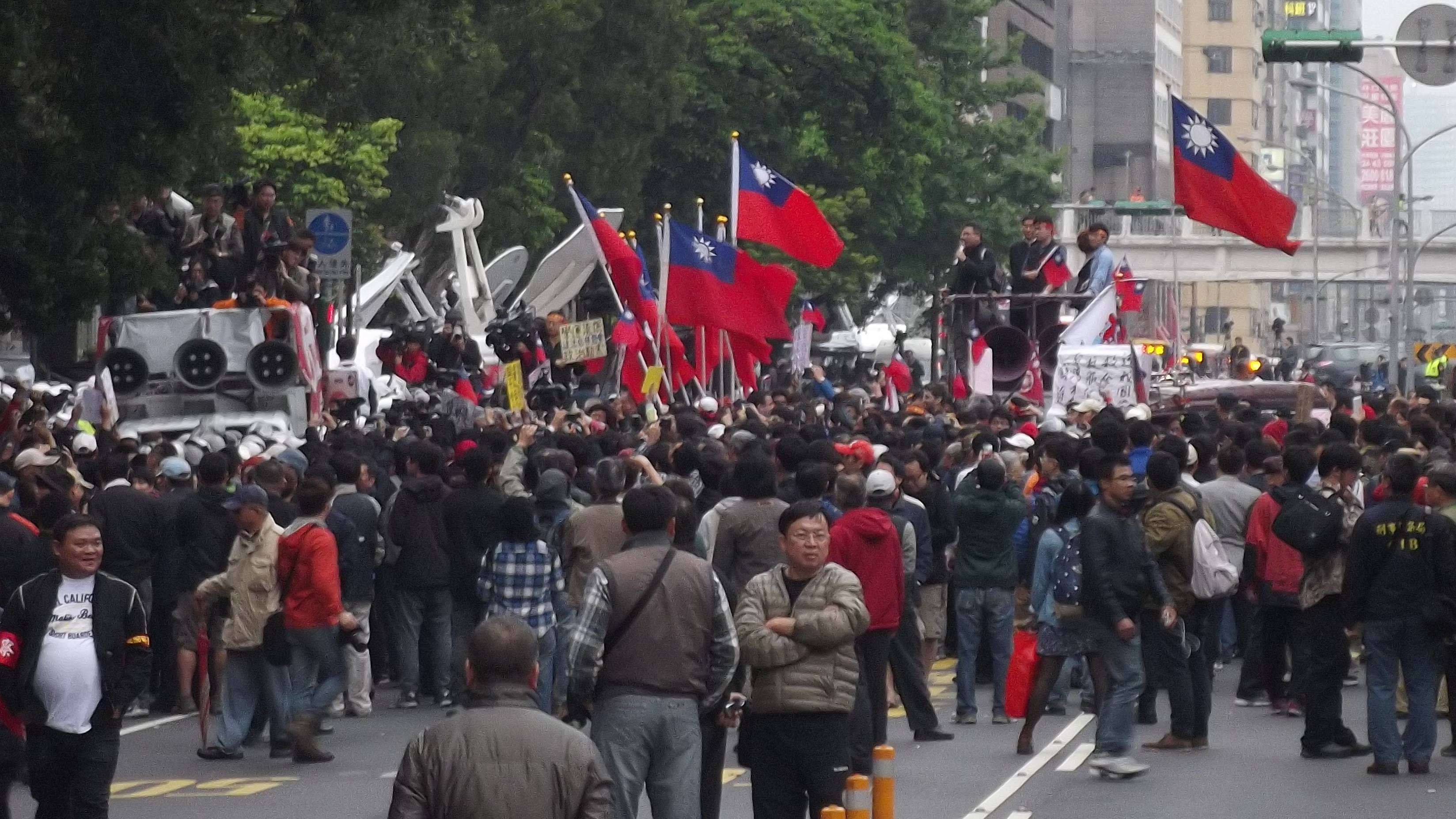
張安樂率領支持民眾前往立法院示威遊行。

3月29日時，國民黨全國青工總會計畫在國立臺北商業技術學院舉辦「聽見康乃馨的呼喚」，藉由手持康乃馨的方式表達呼籲學生撤出議場的立場。而在當天下午3時警察眷屬與警友會原本也計畫在中正紀念堂發起「康乃馨運動」，之後步行到立法院並且將康乃馨轉交給反對《海峽兩岸服務貿易協議》的抗議群眾以表達柔性訴求，呼籲占據立法院者能改以合理且合法的方式表達訴求，而如果抗議學生拒絕的話則轉而先行佔領凱達格蘭大道。而在當天下午5時，由大學生以及上班族組成的白色正義社會聯盟則在台北車站發起「還我國會、白色正義」活動。
而在4月1日時，中華統一促進黨總裁張安樂與支持《海峽兩岸服務貿易協議》的群眾從監察院前往立法院並且試圖進入議場與學生對話，但在未獲允許後在立法院外與反對《海峽兩岸服務貿易協議》的群眾各自呼喊口號。其中張安樂在登上指揮車後開始隔著警察人牆與示威學生以及綠營民意代表對峙，之後他一方面要求警方立刻逮捕捕林飛帆和陳為廷兩人，另外一方面也發表其對於《海峽兩岸服務貿易協議》的看法。

## 各方迴響

### 聲援學運

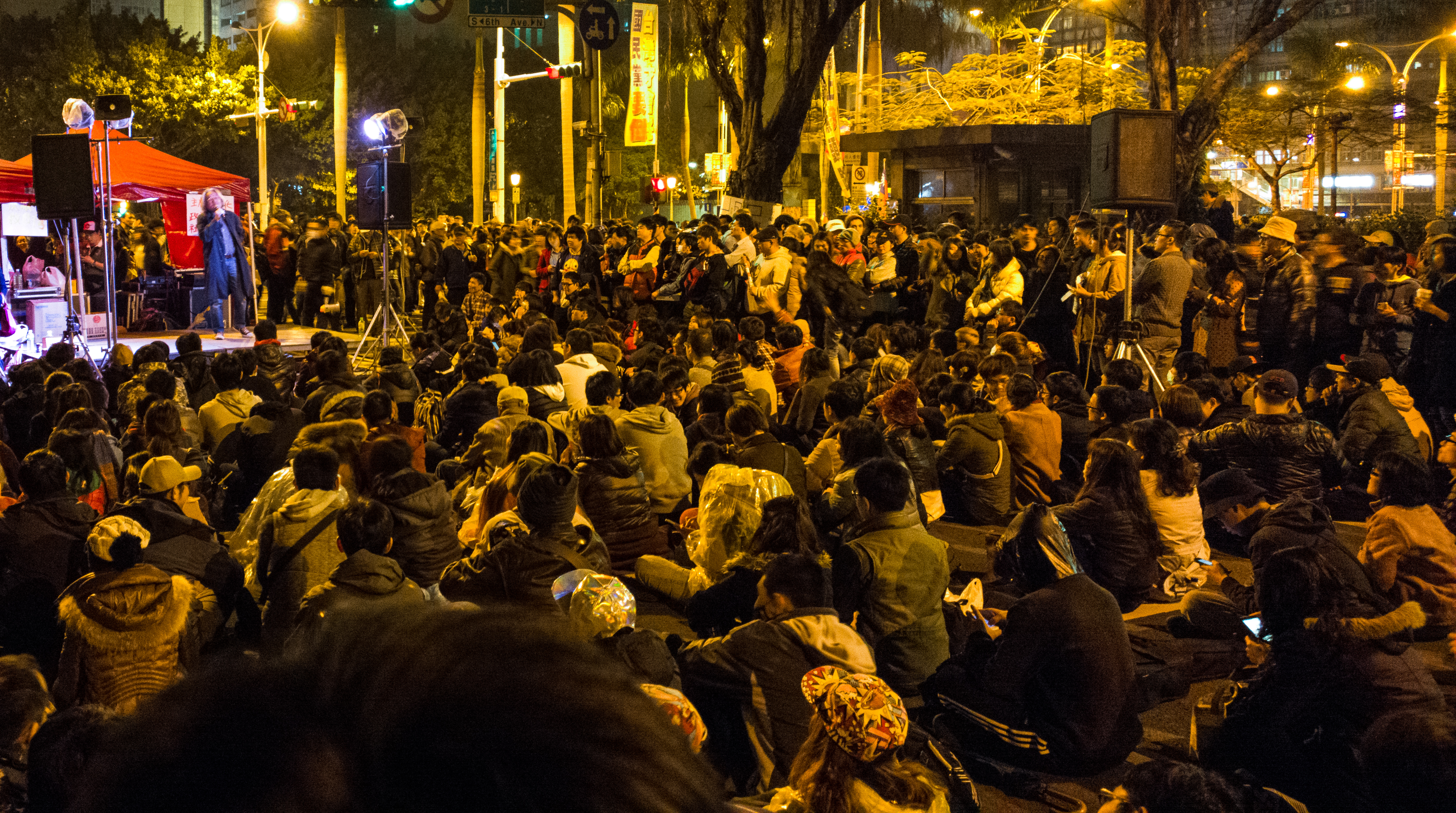
馮光遠在立法院院外抗議現場演講。

捍衛苗栗青年聯盟以及公民監督國會聯盟在佔領立法院事件發生後不久，隨即於Facebook粉絲專頁上報導相關內容。法律扶助基金會則表示警方強力攻堅時，如果在場民眾被警方帶至派出所做筆錄時可以向其要求法律協助，其中有28位律師登記願意擔任白天義務陪偵律師。對此台灣人權促進會會長邱顯智表示：「如果被扛走，記得要先找陪偵律師。」而律師曾威凱則表示已經有超過數百名律師同一協助學生。到了第二天時義務律師增加至218人登記，並且義務律師團還特別編製6條被捕教戰守則教導學生之後如何應對警察。台灣圖書室也在3月19日在圖書館牆壁掛上大布幕以直播占領立法院議場的現場行動與演說，而執行長何信輝表示將號召大學生北上參與行動作為聲援。雲林社社長黃清財和雲林縣老人福利保護協會理事長林金立也召開記者會要求《海峽兩岸服務貿易協議》重新逐條審查，同時黃清財還表示將於3月20日和3月21日時連同雲林社與雲林之光福利協會成員將會共同前往立法院抗議聲援。媒體改造學社與台灣媒體觀察教育基金會則是在3月20日要求媒體應該停止抹黑報導，並且應該代表公眾監督政府決策過程以及深入調查相關影響。
前民主進步黨主席施明德則表示學生佔領立法院議場的作法已經很溫和，並且已經向中華民國總統府和行政院發簡訊給「若學生流任何一滴血，馬英九、江宜樺要負全責」。中國大陸民運人士王丹和吾爾開希也前往學生佔領的議場給予聲援，其中吾爾開希於主席臺上演講時表示「在關鍵的歷史時刻站出來，是光榮的」，而王丹則在Facebook上貼文表示：「當你們為他們的行動而震驚的時候，請一定要看看他們的訴求，也一定要知道是什麼激怒了他們。」洪仲丘的舅舅胡世和在3月21日和3月22日兩度前往抗議現場後，認為不應該藉由行政命令的方式將影響重大的協議宣告存查，並且表示和洪仲丘事件相比可以找出20項違反程序正義的相同處。而曾經獲得國立清華大學畢業生最高榮譽梅貽琦紀念獎章的國立清華大學經濟系校友鄭筌允則將獎章和《為什麼我配不上梅貽琦紀念獎章》一文退回學校，藉此方式表達反對校方對於陳為廷立法院備詢事件以及副校長劉容生投書媒體回應社會運動等作為，並且建議學校補發該獎章給陳為廷。

### 反對意見
一些評論則認為學生佔領國會議場的舉動完全無視民主程序，其中監察院長王建煊則表示由於過去立法院所帶來的錯誤形象，使得許多學生不知道自己已經受到政治人物利用。而前民主進步黨籍立法委員沈富雄表示：「如果現在有民進黨天王，願意站出來指證抗議學生的脫序行為，地位必定馬上拉高。」財團法人國家政策研究基金會研究員蘭寧利則在Facebook上表示許多抗議學生並不知道《海峽兩岸服務貿易協議》背後因素以及動員人士，並且認為事情過後將會有人因此受到一些政黨提拔。中國國民黨駐美京分部在3月24日聯合榮光會、中華公所和台聯會等泛藍團體共同召開會議，之後發表聯合聲明表示支持《海峽兩岸服務貿易協議》、要求非暴力且理性的政策辯論以及學生退出立法院等意見。
3月30日時，白色正義社會聯盟發起人孫健萍認為學生運動已經嚴重打擊造成情況失控的民主進步黨主席蘇貞昌以及選擇不動用警察權的立法院院長王金平之聲譽。另外一些基層員警對於在與示威群眾的衝突中有所受傷而感到不滿，除了批評特定政治立場的相關媒體每次報導都過度美化抗議學生外，同時也犧牲前線執法人員的安全以及公權力的施行；不過也有警員呼籲民眾應該保持冷靜以避免再度與警方有所衝突，並且認為「聚焦在警民衝突只會模糊焦點」。而對於有網友提議藉由人肉搜索的方式查看警員的Facebook頁面看是否有不當言行的傳聞，則引起一些基層警員批評警察不應該因為其流言而遭到公開批判。

### 其他反應
著名抗議人士柯賜海曾經出現立法院議場二樓，並且一度揚言要從樓上跳下但是遭到學生阻攔。而前行政院衛生署署長楊志良則在3月28日接受採訪時表示：「個人支持學生這次的行動，雖然10個立委有8個爛，但該是時候把國會還給立委了。」而中國廣播公司董事長趙少康則表示雖然《海峽兩岸服務貿易協議》必須獲得通過，但是也提到：「大家好像很怕自己比不上大陸學生，但你看他們搞學運搞這麼好，證明未來還是很有希望。」另外受到太陽花學運中大量使用向日葵作為象徵代表的影響，使得自3月22日開始臺灣五大花卉市場的向日葵價格開始向上爬升。
大中華民國復興會發布聲明稱這次國民黨團通過協議的程序違反當初協定的逐條審核服貿的兩黨協議，立法院兩黨團的政治道德與立法專業瑕疵值得批判，學運核心由單純反對服貿黑箱變成了徹底的反對服貿。提出中共透過“各種合法與非法手段”控制台灣，以消滅中華民國，實現對臺灣人民的統治；中共可以利用在臺灣增設銀行等金融機構竊取臺灣人民的隱私，但条文沒對相關問題所限制；中共以經濟手段「買起」臺灣已不是秘密。建議仔細推敲各條文及其可能的影響，限制大陸銀行在臺分行的徵信要求，對陸資在各行業所佔之總體經濟規模定立上限。此外還對參加此次學運的原八九學運領袖王丹的言論表示不滿，並抗議政府對他的優待。

## 新媒體效應
在這次學運中，網路及新媒體被認為佔了很重要的角色。由於台灣傳統媒體多極分化的政治立場造成報導失衡，臺灣媒體亂象問題浮現，使得一些學生願意自己發新聞稿到各大國際媒體平台發聲，以彌補傳統電視及廣播媒體所沒有報導的事情。

### 網路直播
3月17日晚上10時開始，佔領立法院議場的學生隨即透過iPad連結至Ustream和NICONICO生放送等平臺播放立法院議場現況。
其中Ustream在3月18日凌晨5時創下7萬人同時線上收看的紀錄，並且觀看總人數也已經達到近100萬人次；而在3月21日時，於NICONICO動畫觀看立法院議場直播的人數也累計達到100萬人次。
而統計Facebook分享事件排名的「林克傳說」中也以《海峽兩岸服務貿易協議》和占領立法院為主要轉仔內容，臺灣著名網路論壇批踢踢八卦版在事件發生後同時上線人次也暴增至將近4萬人次。在事件發生後陸陸續續有民眾製作懶人包介紹《海峽兩岸服務貿易協議》，其內容包括有支持《海峽兩岸服務貿易協議》的簽署或者批評《海峽兩岸服務貿易協議》處理方式等等，並且很快在網際網路上引起廣泛的討論與流傳。而也由於網際網路上廣泛藉由懶人包分析《海峽兩岸服務貿易協議》的效益影響，中華民國經濟部在3月20日時提出了精簡版懶人包以及外界對服貿協議認知的10大謬誤懶人包。

### 線上工具運用
另外場外人士隨即藉由Google提供的架站服務開始整理佔領立法院議場所需要的飲用水、食物或者醫療物品等物資，並且是透過Google地圖整理立法院周遭集會地點或者製作標註各國報導的《佔領立法院全球傳播圖》。其他網友還隨後在OpenStreetMap上補充立法院相關資訊，並且透過雅虎旗下的微網誌Tumblr整理事件相關資訊。而關注開放政府理念的G0v_零時政府除了派人前往立法院現場確保網際網路狀況外，並且還透過其所開發的Hackfolder來整理相關網際網路檔案。而民眾還將音樂劇《悲慘世界》中的歌曲《只待明天》加以改編，在改成反對《海峽兩岸服務貿易協議》的相關歌詞後上傳至YouTube上。學生們也仿造了烏克蘭親歐盟示威運動廣泛流傳的女子自製影片，分成中文版、英文版跟日文版錄製「我是台灣人；我與台灣的民主一起長大」的影片提供關心的網友點閱瞭解。

### 群眾集資
3月24日早晨9點，11名網友在群眾募資網站FlyingV上發起「合購頭版廣告」活動，集資在台灣蘋果日報、美國紐約時報購買廣告，以標題「他們，為什麼在這裡？」與立法院議場靜坐學生與值班員警的照片，表達反黑箱服貿立場，表示「地上雖染上了血液，但我們都還沒準備對更好的未來放棄。」在35分鐘內募得150萬元，達到購買國內頭版半版廣告目標；3個小時內有3495名網友參與，集資逾670萬元，讓學運真相挺進國際媒體。已知買下蘋果日報、自由時報3月25日頭版的半版廣告、買下紐約時報3月30日的全版廣告。發起活動之一的林祖儀受訪表示，「希望把影響力走出網路，藉由媒體的力量，讓社會了解立法院前正在發生的事情真相。」、「將會透過照片以及文案的方式，讓國際能看到台灣的學生們正在捍衛自己的未來。」廣告內容表示，某些媒體將學運成員貼上暴民標籤，某些神秘的手，卻又讓媒體噤聲，更不滿遭警方血腥驅離。你問「為什麼我們在這裡？」，反黑箱服貿，答案始終清晰。。而在登報行動結束後，募款單位在學運將退場時，以剩餘的60萬元，呼籲4大報給予廣告折扣刊登「太陽花運動給全民的信」，獲得蘋果日報與自由時報分別以1元及0元同意刊登的回應。
由於這次募資衍生出與櫃買中心的合約問題，flyingV另外成立了VDemocracy.tw，又促成了多起學運相關的集資活動。此外，在另一個集資網站Zeczec嘖嘖，也有集資高達745萬元的「太陽花學運記錄攝影集」集資行動。

### 現場通訊
而參與抗議活動的網友也一度質疑警方遮斷訊號，使得原本收訊正常的議場其通訊和無線網路幾乎斷訊，不過亦有些些人則指出可能是現場過多人同時使用網際網路的緣故。這一情況促使得立法院現場支援的線路組隨即向民眾徵求全球互通微波存取設備給必須使用到網際網路的成員，NCC要求網路通訊業者偵測狀況因應以保網路暢通，而到了3月21日時包括遠傳電信、中華電信以及台灣大哥大都為了因應人潮派遣了行動電話基地臺車輛支援，江宜樺因此對NCC相當不滿，認為幫助學運分子透過網路號召動員。

### 錯誤資訊
五月天其Facebook粉絲頁在3月19日凌晨於轉貼歌曲《起來》後，一度被許多媒體報導是表態支持太陽花學運。之後這個舉動引起許多粉絲的留言，但是也引起許多中國大陸的網友批評五月天為「台獨份子」。隨後五月天主唱陳信宏在微網誌上澄清表示自己「從未反對服貿協定，更不希望製造動亂對立……」，而相信音樂營運長謝芝芬表示已經將粉絲團上盜版的音樂影片撤除。另外在金城武的日本名「Takeshi Kaneshiro」之Facebook上則提到「這世界不會被邪惡的人毀滅，而是那些袖手旁觀的人」，並且隨即獲得包括香港網友在內的支持，不過之後經紀公司則否認該Facebook頁面是由其本人所經營。同時有民眾自行更改臺北市政府警察局的新聞稿內容表示警方已經在3月21日核准「公投靜坐遊行活動」和「反對馬政府服貿粗暴闖關，啟動捍衛民主120行動」集會活動，並且呼籲參與活動的群眾應該使用大眾運輸系統前往。之後學生總指揮林飛帆也將這項錯誤訊息發表出去，但對此臺北市政府警察局馬上修改新聞稿澄清。
在事件發生後網際網路上也開始出現名為「318人民佔領立院行動主導者大起底」的文章，指稱支持太陽花學運的核心學生和教授都是民主進步黨黨員，並且獲得著名部落客銀正雄的散播。對此民主進步黨籍立法委員段宜康則表示除了國立清華大學社會學研究所所長姚人多曾經加入後退出外，包括陳為廷、林飛帆等人士都不具有民主進步黨黨籍，林飛帆也非蔡英文宜蘭總部青年軍成員，蔡英文也說不認識林飛帆、陳為廷。
但事實上，民進黨不但動員黨工及泛綠群眾支持，且根據中天新聞評論節目的報導，太陽花學運多位核心成員均曾經由蔡英文基金會之轉介，在立法院實習並領取津貼，蔡英文辦公室對此僅表示會考慮對中天新聞提告，但並未就學運核心成員領取津貼一事做任何解釋。另於太陽花學運期間，其核心成員亦毫不掩飾其對台灣應馬上宣佈獨立的認同，這也使得所謂單純的公民運動染上了政治認同的色彩。
而在3月28日時，則發生一名網友在Facebook上冒名為康乃馨運動主辦人，聲稱因為連日過度勞累急診住院而使得活動必須緊急結束，並且改為至台北車站簽名連署表達支持；然而當天晚間活動發起人之一的臺北市議會議員李新出面表示活動按照原計畫進行，並且表示該名網友與主辦單位並沒有關係。
而在中文維基百科的相關頁面上也有人使用錯誤新聞報導作為參考資料，或者是以模版破壞的方式來讓其他讀者無法順利瀏覽條目。

## 此事件民調
- TVBS民調中心在3月24日抽問866位20歲以上臺灣民眾，其中有63%的人認為應該要退回《海峽兩岸服務貿易協議》重新審查，另外分別有18%以及9%的人認為不必要或者沒有意見。而對於學生佔領立法院的舉動其中有51%的贊成者，而反對人數與無意見人數則分別佔38%以及11%。而對於佔領行政院的舉動則有30%的人支持，但是有58%的人不支持並且有12%的人沒意見[244][245]。
- 《蘋果日報》在3月26日抽問抽問818名臺灣民眾後，有69.8%民眾同意學生所提的《兩岸協議監督條例》先立法後再協議《海峽兩岸服務貿易協議》，20%的受訪者則認為應該可以直接審審理《海峽兩岸服務貿易協議》，另外有10.15%的民眾則對此沒有意見[246]。
- 財經類週刊《今周刊》調查大學經濟系系主任、經濟相關智庫院長等27份問卷，其中有12位表示應該簽署《海峽兩岸服務貿易協議》、另外1位則表示不應該，不過其中也有2位學者強調「應該簽，但並非目前執政黨推出的版本」。而在對於民眾的調查中有84%的人認為馬英九政府事前與民眾的溝通不足，另外還有56%的民眾不支持政府和中國簽署《海峽兩岸服務貿易協議》[247]。
- 壹電視民調中心[哪裡？]在2014年4月17日公布關於太陽花學運之民調，其中對於馬英九在抗議期間的反應有74%的民眾感到不滿意、26%的民眾感到不太滿意以及47%的民眾感到非常不滿意，而有關學生抗議作為的部分則分別有57.3%的民眾滿意以及34.1%的民眾不滿意[248]。
- 聯合報在2015年3月18日公布關於太陽花學運及其相關影響之民調，成功訪問一千零四位台灣地區年滿十八歲且持有手機的民眾，另三百卅三人拒訪；百分之九十五信心水準，抽樣誤差在正負三點一個百分點以內：
  - 64%的民眾認為學運後社會上更重視年輕世代的聲音。
  - 26%認為兩岸關係發展有正面影響，23%覺得產生負面影響，33%認為沒有影響，19%無意見。
  - 47%認為台灣社會有正面影響，30%覺得產生負面影響，10%認為沒有影響，13%無意見。
  - 有46%的民眾反對學生當時占領立法院的行動，並有35%的民眾表示支持，有高達74%的民眾反對學生當時占領行政院的行動；至於行政院當時驅離群眾的手段合宜性，民眾意見分歧，贊成和反對比率各占44%和41%。
  - 對於所謂學運領袖參選民意代表，民眾多持反對立場，52%不支持，28%支持。[249]

## 後續話題延伸
- 2014年4月20日，中國國民黨所舉辦的青年公民論壇上，則有人表示馬英九不應該與王金平有所妥協並且提到可以發動黨員罷免王金平[250]。
- 2014年5月7日，中共中央總書記習近平在人民大會堂與親民黨主席宋楚瑜率團的一行人見面，當面提到太陽花學運的330反服貿遊行，宋楚瑜稱讚其公民素質，認為是台灣幾十年來公民教育的成功，為全球華人社會最珍貴的資產[251]。
- 2014年5月10日，前行政院院長郝柏村在統派團體新同盟會的成立20周年的慶祝大會上，稱太陽花「不是學運，他們攻佔了立法院、行政院，這是政變，這是暴動！」但次日學生代表吳崢在受訪時反駁指郝柏村當年參與國民黨內「二月政爭」，才是真正的政變，如今批評學生「非常可笑」。[252]。
- 2015年1月，綠黨成員林正修在網路媒體「兩岸公評網」發表評論，提出許多台灣社運前輩對太陽花學運的評價褒貶落差極大，反應出對下一代青年的社運作為感到的矛盾，他在文中引用數篇如保釣運動參與者鄭鴻生、學者趙剛、文化評論人路況、性別議題關注者洪凌、以及清大教授姚人多和客座講師王丹對太陽花世代的反應，並將上述知識分子對太陽花的反思歸納為「因太陽花而起的基因焦慮」[253]

## 腳註
1. ↑  連署者包含台灣區石油化學工業同業公會、台灣區塑膠原料工業同業公會、台灣塑膠工業、南亞塑膠、中國石油化學、長春石化、長春人造樹脂廠、台灣化學纖維、聯成化學科技、李長榮化工、奇美實業、亞洲聚合、台灣聚合化學、台達化學、台塑石化、中美和石油化學、台灣氯乙烯工業、和益化學、穩好高分子化學、聯華氣體工業、和桐化學、信昌化學、台灣中油、新和化學、大連化學、南中石化、華夏海灣塑膠、樺正實業
2. ↑  連署者包含台北市電腦商業同業公會、友達光電、台達電子、雲端應用服務聯盟、物聯網應用聯盟、力旺電子、綠色能源產業聯盟、嵌入式產業聯盟、遊戲產業振興會、銀雲照護聯盟、醫療資訊促進會、光寶科技、倚天資訊、復貫、群光電子、碩英
3. ↑  包括團結工聯--「全國自主勞工聯盟」、「台北市產業總工會」、「中華電信工會」、「全國教師工會總聯合會」、「台塑關係企業工會聯合會」、「大高雄總工會」、「宜蘭縣產業總工會」、「桃園縣產業總工會」、「新竹縣產業總工會」、「苗栗縣產業總工會」、「台南市產業總工會」、「新高市產業總工會」、「高雄市產業總工會」、「高雄市職業總工會」、「高雄市石化業產業總工會」、「全國關廠工人連線」、「人民火大行動聯盟」…等17個工會團體

## 外部連結
- （繁體中文） 反黑箱服貿協議 （页面存档备份，存于）
- （繁體中文） 黑色島國青年陣線 （页面存档备份，存于）
- （繁體中文） ECFA兩岸經濟合作架構協議 （页面存档备份，存于）
- （英文） Protesters occupy Taiwan Parliament